# Caledonia (1904)
Pour les articles homonymes, voir Caledonia (homonymie).
Le Caledonia était un paquebot britannique. Construit en Écosse en 1904-1905 et converti en navire de transport de troupes en 1914, il a été coulé par un sous-marin allemand en Méditerranée en 1916.

## Construction et service civil
D. and W. Henderson and Company à Glasgow construit le Caledonia (numéro de chantier 438) pour la Anchor Line. Il fut lancé le 22 octobre 1904 et achevé en 1905. Sa longueur était de 152,4 m, sa largeur de 17,7 m et son tirant d'eau de 10,2 m. Il avait des couchettes pour 1350 passagers : 250 en première classe, 350 en deuxième classe et 850 en troisième classe. Son déplacement était de 9223 tonnes de jauge brute (TJB) à vide et 5066 TJB à pleine charge.
Le Caledonia avait deux hélices, chacune entraînée par un moteur à triple expansion à trois cylindres. À eux deux, ses deux moteurs produisaient 1060 ch et lui donnaient une vitesse de 16 nœuds (30 km/h).
La Anchor Line immatricula le Caledonia à Glasgow. Son numéro officiel au Royaume-Uni était 121218 et son indicatif était HCFD,.
Le 26 mars 1905, le Caledonia entame son voyage inaugural de Glasgow à New York. Le 11 juillet 1914, il entame son dernier voyage civil sur cette route.
En 1913, le Caledonia a été équipé pour la télégraphie sans fil. Son indicatif d'appel était MAI.

## Service de guerre
En août 1914, l’Amirauté réquisitionna le Caledonia pour en faire un navire de transport de troupes. En mars 1915, il quitta Saint-Jean (Nouveau-Brunswick) avec à son bord des membres du 26e Bataillon du Corps expéditionnaire canadien (CEC).
Dans la nuit du 31 juillet 1915, le 38e Bataillon (Ottawa) du CEC s’embarque à bord du Caledonia à Montréal. Le transport descend le golfe du Saint-Laurent, mais reçoit l’ordre de retourner à Québec en raison de la présence présumée de sous-marins au large de la côte atlantique. Le bataillon débarqua à Lévis et, deux jours plus tard, se rendit à Halifax en train. Le navire fit route vers Halifax et reprit à bord le 38e Bataillon le 7 août. Ils appareillèrent le 8 août et débarquèrent le 13 août dans la forteresse impériale de la colonie des Bermudes pour relever le Royal Canadian Regiment, qui avait été affecté à la garnison des Bermudes à la place du 2e bataillon du Lincolnshire Regiment en 1914.

## Perte
Le 4 décembre 1916, l'U-65 torpilla le Caledonia en mer Méditerranée à environ 125 miles à l’est de Malte. Au cours de l’engagement, le Caledonia a tenté d’éperonner l'U-65, causant de légers dommages au sous-marin. Le Caledonia a coulé avec la perte d’une ou deux vies (les sources diffèrent).
L'U-65 captura trois des survivants du Caledonia : son capitaine, le capitaine Blaikie, le major général Hurdis Ravenshaw, commandant la 27e division de l’armée britannique, et son adjudant, le capitaine Vickermann. Le gouvernement allemand menaça de juger le capitaine Blaikie en tant que franc-tireur et de l’exécuter, comme il l’avait fait à un autre capitaine marchand britannique, Charles Fryatt, en juillet de la même année. La Grande-Bretagne a réagi en menaçant d’exécuter un officier allemand de rang similaire si le capitaine Blaikie était exécuté. L’Allemagne céda et transféra Blaikie dans un camp de prisonniers de guerre.